# 相和村
相和村（そうわむら）は、神奈川県足柄上郡に存在した村。現在の大井町東部、東名高速道路・大井松田インターチェンジ付近から南東を占めた。

## 地理
- 川：中村川

## 歴史
- 1946年（昭和21年）11月3日 - かねて町村組合を結成していた上中村、山田村が合併して発足。
- 1951年（昭和26年）6月20日 - 大字栃窪が中郡西秦野村に編入。
- 1956年（昭和31年）4月1日 - 金田村および曽我村の一部（大字西大井、上大井）と合併して大井町が発足。同日相和村廃止。